# T in the Park
Das T in the Park-Festival fand von 1994 bis 2016 jährlich statt und war das größte schottische Musikfestival. Es ist nach seinem Hauptsponsor Tennent's Lager benannt. Ursprünglich wurde es im Strathclyde Park, Lanarkshire durchgeführt, seit 1997 fand es bis 2014 auf dem stillgelegten Flugplatz Balado, Kinross-shire statt. Aufgrund einer Öl-Pipeline am bisherigen Standort fand es 2015 und 2016 in der Nähe des Strathallan Castle in Perthshire statt.
T in the Park war zu Beginn ein zweitägiges Festival, seit dem Umzug nach Balado im Jahr 2007 wird es über drei Tage geführt; seit 2008 gibt es die Möglichkeit, mit einem Wochenend-Camping-Ticket bereits ab Donnerstag, einen Tag, bevor die Musiker auftreten, Zugang zum Festivalscampingplatz zu erhalten. Das Festival wird von DF Concerts promoted.
Das Festival zieht bis zu 85.000 Menschen pro Tag an, davon bis zu 70.000 Camper.

## Geschichte
Das Festival wurde im Jahr 1994 als Teil eines Joint Venture zwischen DF Concerts und Tennent’s Lager mit etwas Hilfe der irischen Promotion-Firma MCD Productions gegründet. Der aktuelle Festivaldirektor Geoff Ellis war von Anfang an beteiligt. Ellis kam im Jahr 1992 nach Schottland, um den Klub King Tut’s Wah Wah Hut in Glasgow zu managen. Er organisierte das erste T in the Park-Festival 1994 mit einigen wenigen Bands vor 17.000 Menschen an seinem ursprünglichen Standort im Strathclyde Park, Lanarkshire. Das Festival wurde hier drei Jahre lang, bis 1997 durchgeführt, bevor es auf den stillgelegten Flugplatz Balado, in Kinross-shire umzog. Seit dem Umzug nach Balado wuchs das Festival stetig weiter und zieht seit 2003 bis zu 55.000 Menschen pro Tag, bis zu 110.000 Besucher über das gesamte Wochenende an.
Das Festival war bis 2007 ursprünglich eine zweitägige Veranstaltung, bis der Freitag ein Hauptveranstaltungstag für Live-Musik wurde. Allerdings wurden die Auftritte am Freitag beim Festival 2007 von vielen Festivalbesuchern verpasst, weil sie in bis zu zehn Meilen langen Verkehrsstaus auf den Autobahnen A91 und A977 steckten.
Um eine Wiederholung des Verkehrschaos zu vermeiden, erlaubten die Organisatoren ab dem Jahr 2008 den Zugang zum Festivalcampingplatz bereits ab Donnerstag, um dadurch die Anzahl der Fahrzeuge auf den Straßen zu reduzieren. Durch die Erweiterung auf volle drei Tage begann das Festival schnell zu wachsen und wurde bald das zweitgrößte Grünflächen-Festival in Großbritannien, und das fünftgrößte der Welt.
Im Jahr 2013 besuchten über 250.000 Menschen aus ganz Europa das dreitägige Festival. Nach DF Concerts kamen 20 % der Besucher von außerhalb Schottlands, etwa 2 % davon sind Besucher aus Übersee. In den letzten Jahren hat sich das Festival viel von seinem Programm mit Oxegen geteilt, einem Festival, das am selben Wochenende in County Kildare, Irland stattfand. Die Künstler spielten in der Regel an einem Tag bei T in the Park und am nächsten bei Oxegen, oder umgekehrt. Neben den sieben wichtigsten Musikbühnen gab es große Camping-Bereiche für die Mehrheit der Festivalbesucher, die für die Dauer der Veranstaltung blieben. Es gab auch verschiedene Konzessionen für Stände und Geschäfte, sowie andere Attraktionen, wie eine große Kirmes, komplett mit Riesenrad.
Das T in the Park 2013-Festival fand vom 11. bis 14. Juli 2013 statt. Es war die zwanzigste Auflage des Festivals. The Killers, Rihanna und Mumford & Sons waren die Headliner.

### Fakten
- Während des Festivals wurde T in the Park Schottlands fünftgrößte Stadt.[8]
- Die längste Warteschlange am Autogramm-Zelt (Signing tent) gab es bei Kylie Minogue im Jahr 1995[8]
- Die längsten Ovationen in der Festivalgeschichte bekamen die Pixies 2004.[8]
- T in the Park war das einzige Musikfestival im Vereinigten Königreich mit zwei Bühnen zur Unterstützung von einheimischer Musik und Künstlern, die T-Break-Bühne und das Céilí-Zelt.
- Das Tanz-Zelt (Dance tent) wurde 1995 eingeführt und wurde 1997 zum Slam-Zelt
- Das X-Zelt wurde zum zehnten Geburtstag eingeführt und wurde 2005 zur Futures Bühne.
- Das Bier Tennent’s Lager wurde immer knapp 36 Stunden vor Festivalseröffnung in der Wellpark Brewery, 44 Meilen von Balado entfernt, gebraut. Nahezu alles Lagerbier wurde speziell für das Musikfestival gebraut. Mehr als 3 Millionen Pints des Lagerbieres wurden seit 1994 konsumiert.[9]
- Ein innovatives Pfandsystem wurde 2006 eingeführt. Bei der Zahlung eines Pfandes von 10 Pence pro Pint-Gefäß konnte der Pfand an speziellen Recycling-Stellen wieder eingelöst werden.[9]
- 330.000 Meter Zaun wurde bei T in the Park verwendet, einschließlich über 8.500 m für die Umzäunung, sowie 472 Fahnen.[9]
- 85.000 Menschen wurden an jedem Festivalstag erwartet, sowie über 70.000 Camper über die gesamten drei Tage und wurde reibungslos von 7.000 Mitarbeitern durchgeführt.[9]

## 1994 Festival
Das erste T in the Park wurde am Samstag, dem 30. Juli 1994, eröffnet und ging bis zum Sonntag, den 31. Juli. Es fand im Strathclyde Country Park statt, in dem bis zu 17.000 Menschen an jedem der beiden Tage anwesend waren. Nur 2000 Besucher hatten die Möglichkeit zum Camping.
Die Caledonia-Bühne wurde eingeführt, um neue Bands zu präsentieren. Unter anderem spielte an dem Wochenende eine Band namens Glass Onion, die später besser unter Travis bekannt wurde.

### Hauptbühne
| Samstag, 30. Juli | Sonntag, 31. Juli |
| - Rage Against the Machine - Björk - Levellers - Cypress Hill - Crash Test Dummies - Chumbawamba - Yothu Yindi - Consolidated - Honkey - Paul Oakenfold | - Blur - Manic Street Preachers - Pulp - James Taylor Quartet - Smash - Headswim - Oasis - The Grid - Kerbdog - AC Acoustics |

### King Tut’s Wah Wah Zelt
| Samstag, 30. Juli | Sonntag, 31. Juli                                                                 |
| - Del Amitri - Primal Scream - Crowded House - Teenage Fanclub - The Saw Doctors - Gun - Mike Peters - Grant Lee Buffalo - Baby Chaos | - D:Ream - House of Pain - One Dove - Whiteout - Aimee Mann - Thrum - Tiny Monroe |

## 1995 Festival
Das T in the Park 1995 fand vom 5. August bis zum 6. August 1995 im Strathclyde Country Park statt. Dies war das erste Jahr, dass ein Tag komplett ausverkauft war. Noel Gallagher trat mit Paul Weller gemeinsam auf. Kermit von den Black Grapes brach sich seinen Knöchel vor dem Auftritt, weigerte sich aber, ins Krankenhaus zu gehen, und spielte mit der Band sitzend auf der Bühne.
Das Tanz-Zelt (Dance tent) wurde in diesem Jahr eingeführt, aber es wurde keine offizielle Linie dafür gefunden und so wurde es 1997 zum Slam-Zelt.

### Hauptbühne
| Samstag, 5. August                                                                                                  | Sonntag, 6. August |
| - Paul Weller - Therapy? - Terrorvision - The Prodigy - Black Grape - Gene - Dodgy - The Wildhearts - Skunk Anansie | - M People - The Beautiful South - Kylie Minogue - Tricky - The Charlatans - Shed Seven - Marion - The Boo Radleys - Sleeper |

### King Tut’s Wah Wah Zelt
| Samstag, 5. August                                                                              | Sonntag, 6. August                                                                   |
| - Elastica - Supergrass - Echobelly - Menswear - The Bluetones - Ash - Powder - Corduroy - Cast | - Salad - The Verve - Deus - The Shaman - Underworld - Dreadzone - Fluke - Republica |

## 1996 Festival
T in the Park 1996 fand vom 13. Juli 1996 bis zum 14. Juli 1996 statt und war zum letzten Mal im Strathclyde Country Park. Der Samstag war bereits im Vorverkauf zum ersten Mal ausverkauft. Radiohead war Headliner der Hauptbühne am Samstag und Pulp am Sonntag. In diesem Jahr kam Keanu Reeves mit einem Shuttle-Bus, um auf dem Festival mit seiner Band Dogstar zu spielen, und Joe Strummer spielte auf dem Campingplatz.
Die Caledonia-Bühne wurde in T-Break-Bühne umbenannt. Auf ihr spielten bislang unbekannte Bands aus ganz Schottland. In jedem Jahr wurden die 16 Künstler von einem Gremium von Experten der Musikindustrie aus Tausenden von Bewerbern handverlesen.

### Hauptbühne
| Samstag, 13. Juli | Sonntag, 14. Juli |
| - Radiohead - Alanis Morissette - Prodigy - Foo Fighters - Space - The Jesus Lizard - Honeycrack - The Supernaturals - Cecil | - Pulp - Black Grape - Cast - Manic Street Preachers - Ricky Ross - Saw Doctors - Barenaked Ladies - Shakespear's Sister - Bobbie Bluebell - Whipping Boy - Placebo |

### New Musical Express-Bühne
| Samstag, 13. Juli | Sonntag, 14. Juli |
| - Bluetones - Beck - Frank Black - Mazzy Star - The Gyres - Northern Uproar - 60 Ft Dolls - Gorky’s Zygotic Mynci - Geneva | - Cocteau Twins - Teenage Fanclub - Dogstar - Bis - The Wannadies - Mansun - Super Furry Animals - Fluffy - Urusei Yatsura |

### Tanz-Zelt
| Samstag, 13. Juli | Sonntag, 14. Juli |
| - Leftfield - DJ: David Holmes - Chemical Brothers - Dave Clarke - The Aloof - Definition of Sound - Rub-A-Dub DJ's Wilba & Martin - Lamb - DJ: Harri - Audioweb - DJ: Scott Gibson - 4th Dimension - DJ’s: Tony Kean & Murray Scott | - LTI Bukem - Goldie - Lionrock - Paul Oakenfold - BT - Nicolette - Earthling - DJ: KMC - Suga Bullit - DJ: KMC - J-Pac |

### King Tut’s Wah Wah Zelt
| Samstag, 13. Juli | Sonntag, 14. Juli |
| - The Divine Comedy - The Cardigans - Lush - Heavy Stereo - Drugstore - Rare - Compulsion - Crazy Gods of Endless Noise - Mundy - The Daisies | - Afghan Whigs - Dubstar - Longpigs - Ian Mcnabb & The Afterlife - Nowaysis - No Doubt - Kula Shaker - Octopus - Nut - Nilon Bombers |

## 1997 Festival
Im Jahr 1997 zog das Musikfestival vom Strathclyde Country Park zu seinem gegenwärtigen Zuhause, nach Balado, einem aufgegebenen Flugplatz nahe Kinross. Es fand vom 12. bis 13. Juli 1997 statt. In diesem Jahr wurde erstmals das Slam-Zelt eröffnet. Auf dem neuen Campingplatz waren über 25.000 Besucher während des ganzen Wochenendes.

### Hauptbühne
| Samstag, 12. Juli | Sonntag, 13. Juli |
| - The Charlatans - Kula Shaker - Dodgy - Reef - G.U.N. - The Divine Comedy - Republica - Apollo 440 - Martin Bennett | - Paul Weller - Ocean Colour Scene - Texas - Bush - Echobelly - Bjorn Again - Fun Lovin' Criminals - Neneh Cherry - The Sirenes |

### New Musical Express-Bühne
| Samstag, 12. Juli                                                                                                  | Sonntag, 13. Juli |
| - Shed Seven - Placebo - Longpigs - Geneva - Sneaker Pimps - Travis - Jimi Tenor - Superstar - Arab Strap - Feeder | - The Sea Horses - Mansun - Gene - Dreadzone - The Supernaturals - Catatonia - Hurricane # 1 - Toaster - Rachel Stamp - Cake Like |

### Slam Muzik Zelt
| Samstag, 12. Juli | Sonntag, 13. Juli |
| - Laurent Garnier - Daft Punk - DJ Sneak - Slam (Live) - Andrew Weatherall - Nightmares on Wax - Paul Cawley - Olive - Jon Carter | - Carl Cox - Bandulu - Slam DJ's: Stuart McMillan & Orde Meikle - Green Velvet - DJ Deep - Death In Vegas - Global Communications - Gilles Peterson |

### Radio 1 Eve Sesh
| Samstag, 12. Juli | Sonntag, 13. Juli |
| - The Delgados - Symposium - Monaco - Gorky’s Zygotic Mynci - Subcircus - Stereophonics - Grass – Show - Mogwai - Arnold - Radish | - Beth Orton - Spearhead - Urusei Yatsura - Embrace - Kenickie - AC Acoustics - Speedy - Bennet - Hardbody - Snug - Delta |

## 1998 Festival
T In the Park 1998 fand vom 11. Juli 1998 bis 12. Juli 1998 in Balado statt. Großbildschirme wurden aufgestellt, um den Fußballfans das 1998er World-Cup-Finale zeigen zu können.
Das Programm enthielt:

### Hauptbühne
| Samstag, 11. Juli                                                                         | Sonntag, 12. Juli                                                                                |
| - Prodigy - The Seahorses - Robbie Williams - Space - Travis - Catatonia - JTQ - Headswim | - Pulp - Beastie Boys - Garbage - Finley Quaye - James - Stereophonics - Chumbawamba - Alabama 3 |

### New Musical Express Bühne
| Samstag, 11. Juli | Sonntag, 12. Juli |
| - Ash - Spritualized - Super Furry Animals - Audioweb - Ultrasound - Rialto - Theaudience - Young Offenders - Annie Christian | - Portishead - Ian Brown - Natalie Imbruglia - Bernard Butler - The Aloof - Asian Dub Foundation - The Smiles - Scott 4 - Medal |

### Slam-Zelt
| Samstag, 11. Juli | Sonntag, 12. Juli |
| - Darren Emerson - Plastikman - Slam DJ's - Laurent Garnier (Live) - Harri - Carl Craig’s - Innerzone Orchestra - DJ Crush - DJ Q | - A Tribe Called Quest - Fabio & Grooverider - Propellerheads - DJ Touche - Red Snapper - Monkey Mafia - Phar Out DJ's - Invisible Armies |

### Radio 1 Eve Sesh
| Samstag, 11. Juli | Sonntag, 12. Juli |
| - Bentley Rhythm Ace - Lo Fidelity Allstars - Warm Jets - Arab Strap - Montrose Ave - Idlewild - Campag Velocet - Dandys | - Cornershop - Fatboy Slim - Symposium - Unbelievable Truth - Money Mark - 60 ft Dolls - Gomez - Carrie - Regular Fries |

## 1999 Festival
Vom 10. Juli 1999 bis Sonntag, den 11. Juli 1999 fand das T in the Park 1999 statt. Es kamen mehr als 50.000 Besucher pro Tag. Zwei Tage vorher waren nur noch Restbestände an Eintrittskarten verfügbar. Im Programm waren unter anderem:

### Hauptbühne
| Samstag, 9. Juli | Sonntag, 10. Juli |
| - Blur - Stereophonics - The Beautiful South - Fun Lovin' Criminals - Joe Strummer & The Mescaleros - Faithless - 3 Colours Red - The Amphetameanies | - Manic Street Preachers - Massive Attack - James - Placebo - Reef - Barenaked Ladies - Eagle Eye Cherry - Remy Zero |

### Bühne 2
| Samstag, 9. Juli | Sonntag, 10. Juli |
| - Gomez - Shed Seven - Travis - Rae & Christian - Lamb - Regular Fries - Ooberman - The Jengaheads (DJ's) - Boom Boom Mancini | - Happy Mondays - Bjorn Again - Gay Dad - Everlast - The Saw Doctors - Dot Allison - Younger Younger 28's - Muse - Merz |

### Slam-Zelt
| Samstag, 9. Juli | Sonntag, 10. Juli |
| - Jeff Mills - Richie Hawtin Aka Plastikman (Dex, Fx And A 909) - Luke Slater (Live) - Slam’s “Pressure Funk” - Basement Jaxx - DJ Sneak - Stuart Mcmillan & Orde Meikle - Silicone Soul | - Fat Boy Slim (DJ) - Carl Cox - Green Velvet (Live) - Cassius (Mix) - Marco Carola - Ian Pooley (Live) - Harri - Roots - Freddy Fresh - Paul Cawley (Fenetik) |

### King Tut’s Wah Wah Zelt
| Samstag, 9. Juli                                                                                       | Sonntag, 10. Juli                                                                                            |
| - Mogwai - Death In Vegas - Bis - The High Fidelity - Chicks - Surreal Madrid - Doves - Rico - Witness | - Mercury Rev - Idlewild - Delgados - Deus - Darkstar - Indian Ropeman - Stroke - Bellatrix - One Lady Owner |

## 2000 Festival
Das T in the Park 2000 fand zwischen dem 8. und 9. Juli 2000 in Balado statt. Es war zum ersten Mal, dass mit Travis eine unbekannte Band als Headliner auf der Hauptbühne spielte. All Saints hatten hier ihren letzten Live-Auftritt in Schottland.
Eine Woche vor der Veranstaltung kam es zu einem Unfall beim Roskilde-Festival, bei dem neun Menschen starben. Nach dem Vorfall wurden die Sicherheitsvorkehrungen überprüft, und es wurde alles getan, um einen ähnlichen Vorfall auszuschließen.
Im Programm standen:

### Hauptbühne
| Samstag, 8. Juli | Sonntag, 9. Juli                                                                                             |
| - Moby - Ocean Colour Scene - Fun Lovin' Criminals - Gomez - The Blue Tones - All Saints - Feeder - Lynden David Hall - David Gray | - Travis - Macy Gray - Supergrass - Iggy Pop - Idlewild - Lulu - Bootleg Beatles - The Clint Boon Experience |

### Bühne 2
| Samstag, 8. Juli                                                                                    | Sonntag, 9. Juli                                                                                    |
| - Beth Orton - Morcheeba - The Wannadies - Doves - My Vitriol - At the Drive In - Aereogramme - LSK | - David Holmes (DJ) - Embrace - Muse - Groove Armada - Dark Star - JJ72 - Day One - Manchild - Dara |

### Slam-Zelt
| Samstag, 8. Juli | Sonntag, 9. Juli |
| - DJ Sneak & Gene Farris Vs Roger Sanchez & Junior Sanchez - Derrick May - Tom Middleton - Funk D'Void - Rolando (UR) | - Carl Cox & Jim Masters vs Slam (Stuart McMillan & Orde Meikle) - Leftfield - Darren Emerson - Andrew Weatherall - Death In Vegas - James Lavelle - Universal Principles (feat. Stuart McMillan / Nick Peacock / Glen Gibbons) |

### King Tut’s Wah Wah Zelt
| Samstag, 8. Juli | Sonntag, 9. Juli |
| - Moloko - Badly Drawn Boy - Toploader - Dum Dums - Looper - Crashland - Hobotalk - King Adora - It’s Jo and Danny - Kevin Saunderson | - Flaming Lips - Les Rythmes - Digitales - Blackalicious - A - Coldplay - Urusei Yatsura - Soulwax - Justin Lewis - Orchestra - The Boho Sub Band |

## 2001 Festival
T in the Park 2001 fand zwischen Samstag, den 7., bis Sonntag, den 8. Juli 2001, statt, mit rund 50.000 Besuchern an jedem Tag.

## 2002 Festival
Die 2002er Veranstaltung zog rund 50.000 Musikfans an jedem Tag an.

## 2003 Festival
T in the Park 2003 besuchten geschätzte 55.000 Menschen pro Tag, mit R.E.M. und Coldplay als Headliner.

## 2004 Festival
Die Auflage des Festivals im Jahr 2004 besuchten geschätzt 60.000 Menschen jeweils an beiden Tagen. Die beiden größten Bühnen waren die Hauptbühne und die New-Musical-Express-Bühne, neben vier weiteren Zelten, u. a. dem Slam-Zelt und dem King-Tut's-Wah-Wah-Zelt eingeschlossen.

## 2005 Festival
Tickets für die Veranstaltung 2005 waren in Rekordzeit ausverkauft, nur vier Tage nach dem Verkaufsstart, bereits fünf Monate vor dem Festival. Bei der Veranstaltung sahen rund 69.000 Menschen pro Tag mehr als 170 Bands auf 10 Bühnen. Es wurde als bestes Festival in diesem Jahr mit den UK Festival Awards ausgezeichnet und gewann damit gegen das Glastonbury Festival zum ersten Mal.

## 2006 Festival
Die Eintrittskarten für T in the Park 2006 wurden ab 17. Februar 2006, 9 Uhr, angeboten und die Veranstaltung war in weniger als einer Stunde ausverkauft, ein Rekord für das Festival. Eine zusätzliche Tranche von 12.000 Tickets wurden ab dem 3. Juni 2006 verkauft und waren innerhalb von zehn Minuten vergriffen. Etwa 69.000 Tickets für jeden Tag wurden verkauft. Nach dem Ausverkauf wurden Wochenend-Camping-Tickets auf Internet-Auktions-Seiten für £ 700 angeboten.

## 2007 Festival
Das T in the Park 2007 fand erstmals an drei Tagen, dem 6., 7. und 8. Juli 2007 statt. Die ersten 35.000 Eintrittskartenkamen kamen kurz nach dem Ende von T in the Park 2006 in den Verkauf und waren innerhalb von 70 Minuten ausverkauft. Die letzte Charge von Tickets, am 9. März angeboten, verkaufte sich in weniger als 20 Minuten. Die Veranstaltung wurde vom Verkehrschaos auf der A91 durch die Schließung des Hauptparkplatz nach schweren Regenschauern überschattet.

## 2008 Festival
Das Festival 2008 fand am 11., 12. und 13. Juli 2008, ebenfalls wieder über drei Tage statt. Es wurde angekündigt, dass der Campingplatz schon am 10. Juli 2008 geöffnet wäre, um eine Wiederholung des Vorjahres-Verkehrchaos zu vermeiden. Die Headliner der Veranstaltung 2008 waren Rage Against the Machine, The Verve und R.E.M. auf der Hauptbühne und The Chemical Brothers, Kaiser Chiefs und The Prodigy auf der Radio-1- / New-Musical-Express-Bühne.

## 2009 Festival
Das Festival 2009 fand an den drei Tagen zwischen dem 10. und 12. Juli, mit über 180 Auftritten vor einer Masse von 85.000 Menschen. Wie beim T in the Park 2008 eröffnete der Campingplatz bereits am Donnerstagabend, um die Warteschlangen im Verkehr zu vermeiden. Die erste Partie der Frühbucher-Tickets konnten in zehn Stunden am 15. Juli 2008 und am 27. Februar 2009 verkauft werden, so verkündete New Musical Express, dass Camping-Tickets für die Veranstaltung bereits ausverkauft waren.

## 2010 Festival
Die Eintrittskarten für die 2010er Veranstaltung waren ab 26. Februar 2010 zu erhalten und waren innerhalb von 90 Minuten restlos ausverkauft. Muse, Eminem und Kasabian waren die Headliner.

## 2011 Festival
Das Festival 2011 fand zwischen 7. und 11. Juli 2011 statt. Arctic Monkeys, Coldplay, Foo Fighters und Beyoncé waren die Headliner des Wochenendes. es war die mittlerweile achtzehnte Auflage. The Strokes spielten am Samstag auf der Radio-1- / New-Musical-Express-Bühne. Blink-182 musste ihren Auftritt wegen Produktionsterminen absagen. Am 5. Mai wurde Beyoncé ins Programm aufgenommen und spielte am Samstag, den 9. Juli 2011. Andere Künstler wie Deadmau5 und Pendulum spielten ebenfalls bei T in the Park 2011.

## 2012 Festival
Das Festival 2012 fand zwischen 6. und 8. Juli 2012 statt. Wie üblich gingen Vorverkaufskarten kurz nach dem Abschluss der Veranstaltung 2011 in den Verkauf. Die Stone Roses wurden als erste Headliner am 8. November angekündigt, drei Wochen bevor die zweite Charge Tickets in den Verkauf kam. Am 30. November konnten VIP-Vodafone-Kunden in einem Sondervorverkauf Karten erwerben. Am nächsten Tag konnten T-Lady-Abonnenten und letzte Festivalbesucher ebenfalls Karten im Vorverkauf erwerben. Die zweite Tranche Karten, die etwa der Hälfte der Kapazität entsprach, kam am 2. Dezember 2011 in den Verkauf und war innerhalb von Stunden vergriffen. Festivaldirektor Geoff Ellis sagte, er sei „von der Reaktion der Fans begeistert“ und könne nicht warten, „sie alle im nächsten Jahr in Balado zu sehen“.
Später sagte er: „Die Reaktion auf die Stone-Roses-Ankündigung war fantastisch und der Rest der Liste ist ebenfalls schön – wir können nicht bis Februar warten, um es mit dem besten Publikum der Welt zu teilen.“ Am 10. Dezember 2011 erklärte Geoff Ellis: „Es wird wahrscheinlich eine Ankündigung über Headliner zu Beginn des neuen Jahres geben.“ In einem Interview mit Express.co.uk bestätigte er, dass es eine Ankündigung in Kürze geben würde, wie sie gerade geschafft hätten, die Erhöhung der Kapazität um 10.000 Besucher am Freitag zu erreichen. Die Gesamtbesucherzahl, mit dem Freitag eingeschlossen, würde es erlauben, größere Headliner für den Freitagabend zu buchen. Anfang 2012 wurde bekannt gegeben, die dritte und letzte Kartencharge würde am 29. Februar 2012 zum Verkauf stehen. Am 21. Februar 2012, eine Woche vor dem endgültigen Schlussverkauf der Eintrittskarten, wurden die Headliner Noel Gallaghers High Flying Birds, Florence + the Machine, The Maccabees, The Horrors, Simple Minds, Miles Kane, The Vaccines, Maverick Sabre, Frank Turner und Two Door Cinema Club bestätigt. Eine weitere Ankündigung am 23. Februar bestätigte die restlichen zwei Headliner Snow Patrol und Kasabian. Andere Auftretende wurden zur gleichen Zeit bekanntgegeben: Jessie J, David Guetta, The Enemy, Kaiser Chiefs, Amy Macdonald, Nicki Minaj, The Darkness, Calvin Harris, Skrillex und Elbow.

## 2013 Festival ‘T 20’
Das 2013 Festival fand vom 11. bis 14. Juli 2013 statt. ‚Frühbucher‘-Tickets wurden ab Freitag, den 13. Juli 2012, um 9 Uhr über die Ticketmaster-Website angeboten. The Killers, Rihanna und Mumford & Sons waren Headliner 2013, an der Seite anderer großer Acts wie Emeli Sandé, The Script, Jake Bugg, Alt-J, Of Monsters and Men, Twin Atlantic, Two Door Cinema Club und Azealia Banks. Die zweite Serie von Eintrittskarten wurde ab dem 7. Dezember, 9 Uhr verkauft. Die letzte Tranche wurde ab dem 22. Februar, 9 Uhr angeboten. Am 13. Februar 2013 wurde die deutsche Band Kraftwerk ins Programm aufgenommen.